# Salvia splendens
Salvia splendens  (mimos o salvia escarlata)  es una especie de  Salvia nativa de Brasil. 

## Descripción
Es una herbácea perenne de 4 hasta 12 dm de altura. (En España se considera planta anual en muchos sitios ya que los fríos invernales son su perdición).Hojas en arreglos pares, elípticas, de 7 x 5 cm, con margen dentado. Flores en espigas erectas que brotan del centro de la planta en grupos de 2 a 6 juntos en cada nudo foliar; de color rojo brillante, de forma tubular o campanular, de 35 mm de largo, con dos lóbulos hacia el ápice; el lóbulo superior tiene 13 mm de largo. Florece buena parte del verano y el otoño.

## Cultivo y usos
Ampliamente usada como planta ornamental,  con un gran número  de cultivares seleccionados por diferentes colores desde blanco a purpúreo oscuro.  Es una especie subtropical que no sobrevive a  temperaturas congelantes,  pero pueden crecer en climas fríos como planta anual; resembrándose muy fácilmente y requiriendo muy poco cuidado. Necesita sol pleno en climas fríos y puede necesitar sombra parcial durante particularmente veranos cálidos.
Las pestes principales son las babosas, que pueden ser un problema en ambientes húmedos.

## Psicoactivos
Hay reportes de propiedades de enteógeno de sus hojas.[cita requerida]  La pariente Salvia divinorum  fue ampliamente usada por la nación Mazateco debido a su psicoactividad, en México, y sigue ganando popularidad en el resto del mundo.

## Taxonomía
Salvia splendens fue descrita por Carlos Linneo y publicada en Species Plantarum 1: 27. 1753.
Etimología
Ver: Salvia
splendens: epíteto latino que significa "brillante, espléndido".
Sinonimia
- Fenixanthes splendens (Sellow ex Roem. & Schult.) Raf., Autik. Bot.: 122 (1840).
- Jungia splendens (Sellow ex Roem. & Schult.) Soják, Cas. Nár. Mus., Odd. Prír. 152: 21 (1983).
- Salvia brasiliensis Spreng., Syst. Veg. 1: 56 (1824).
- Salvia colorans Benth., Labiat. Gen. Spec.: 287 (1833), nom. inval.
- Salvia issanchou auct., Rev. Hort. 62: 229 (1890).[4]

## Galería

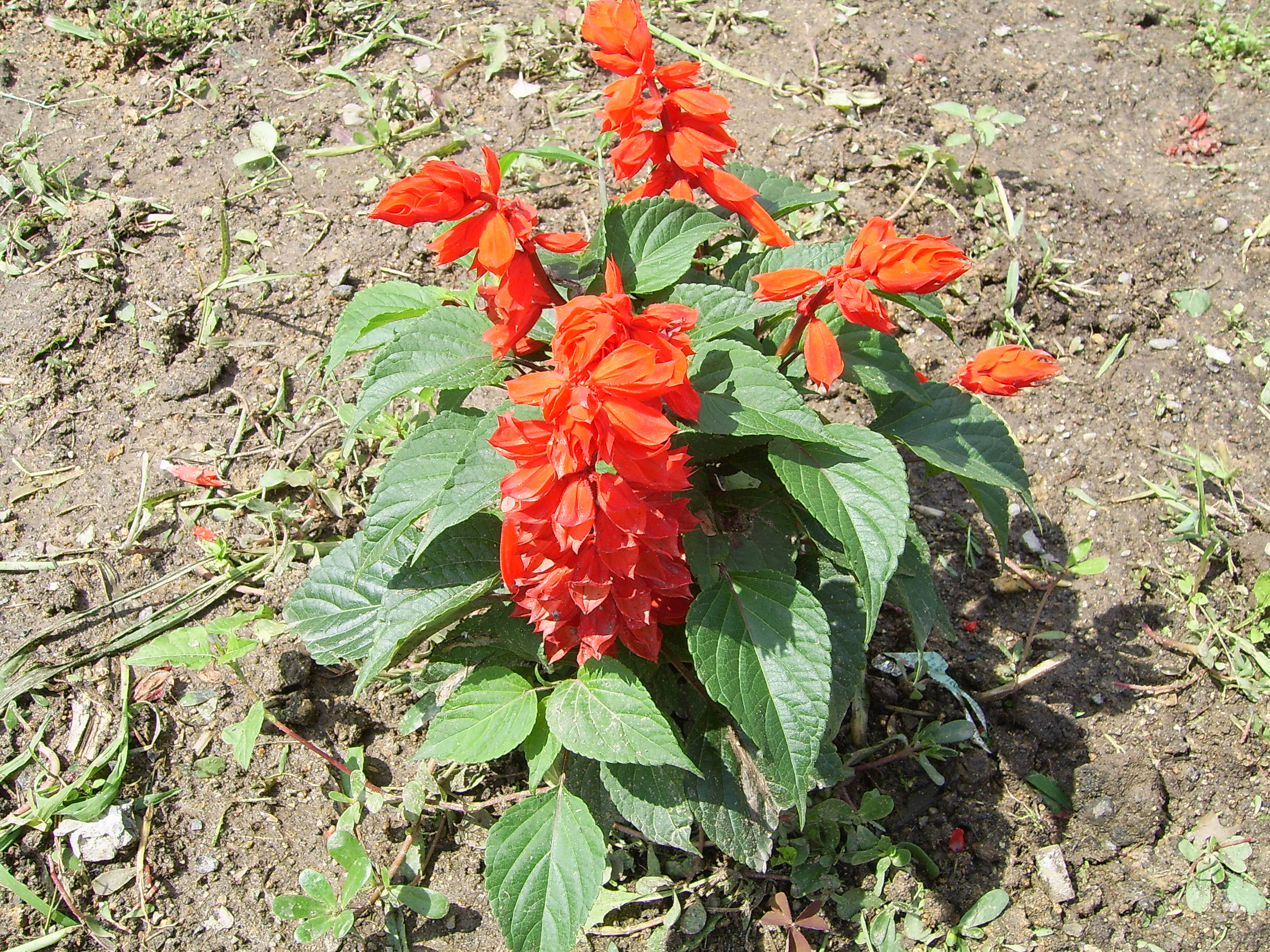
Pequeña planta
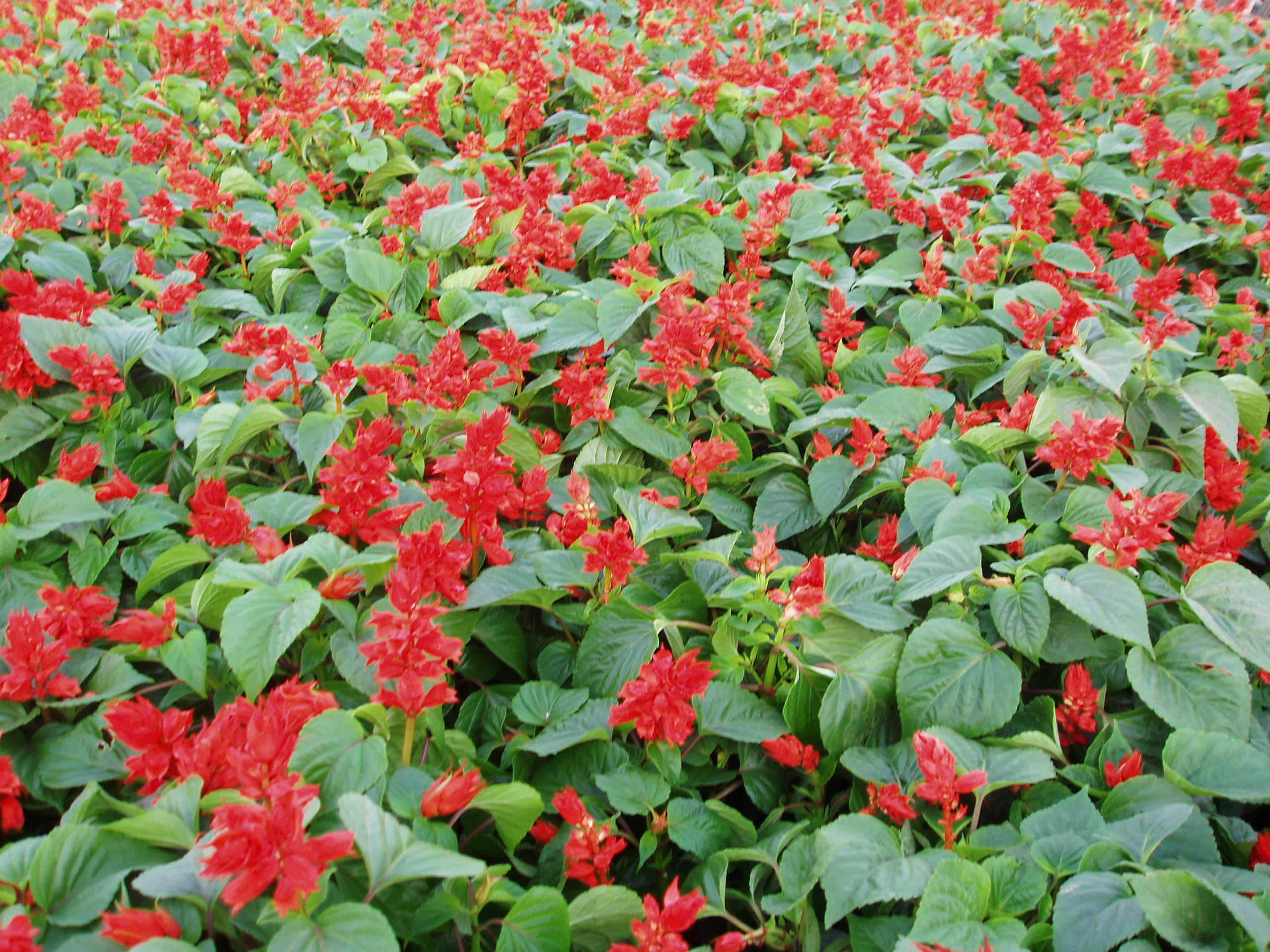
Una parcela de Salvia splendens
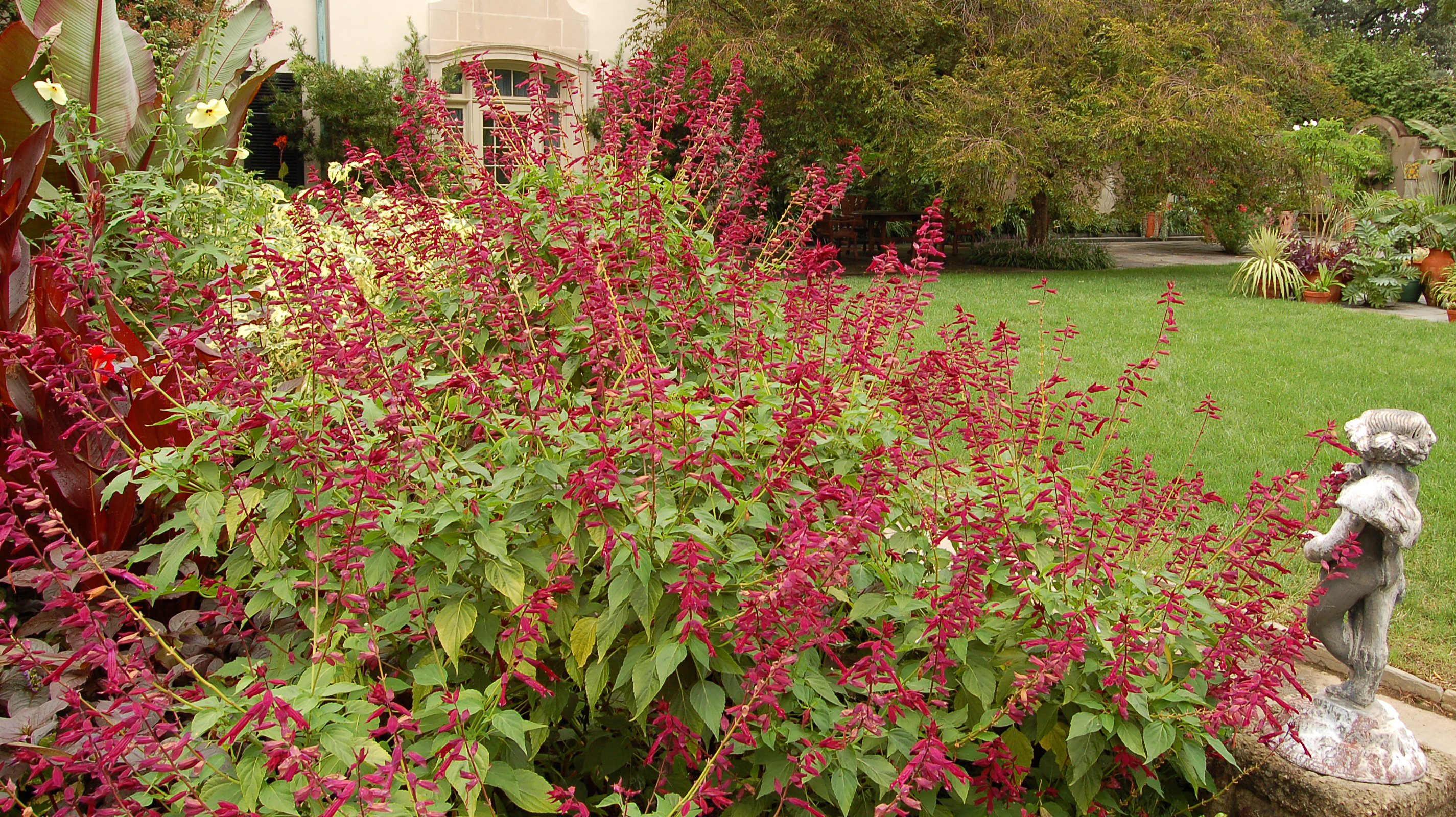
Una parcela de Salvia splendens 'Paul'
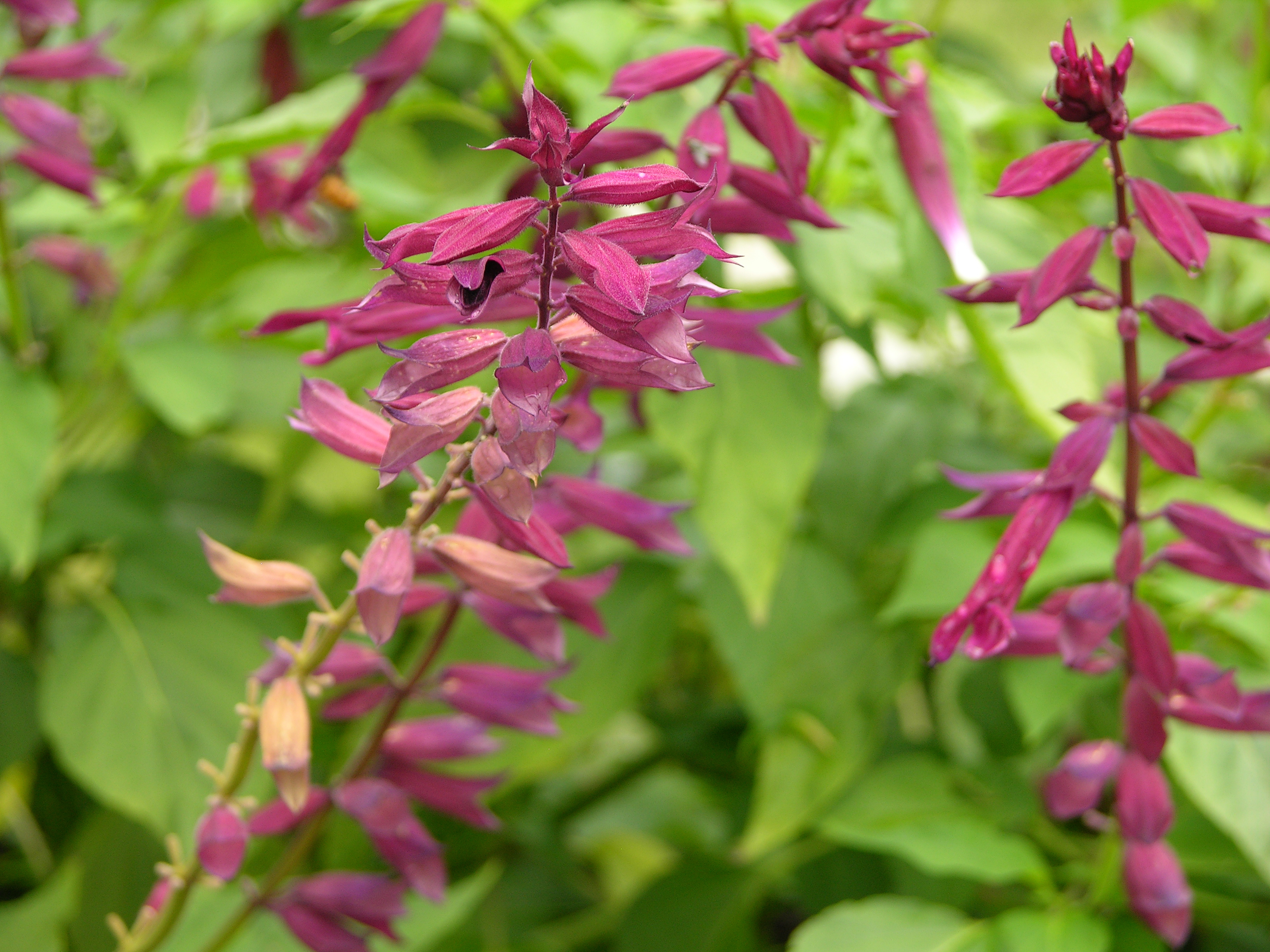
Cabeza floral de Salvia splendens 'Paul'
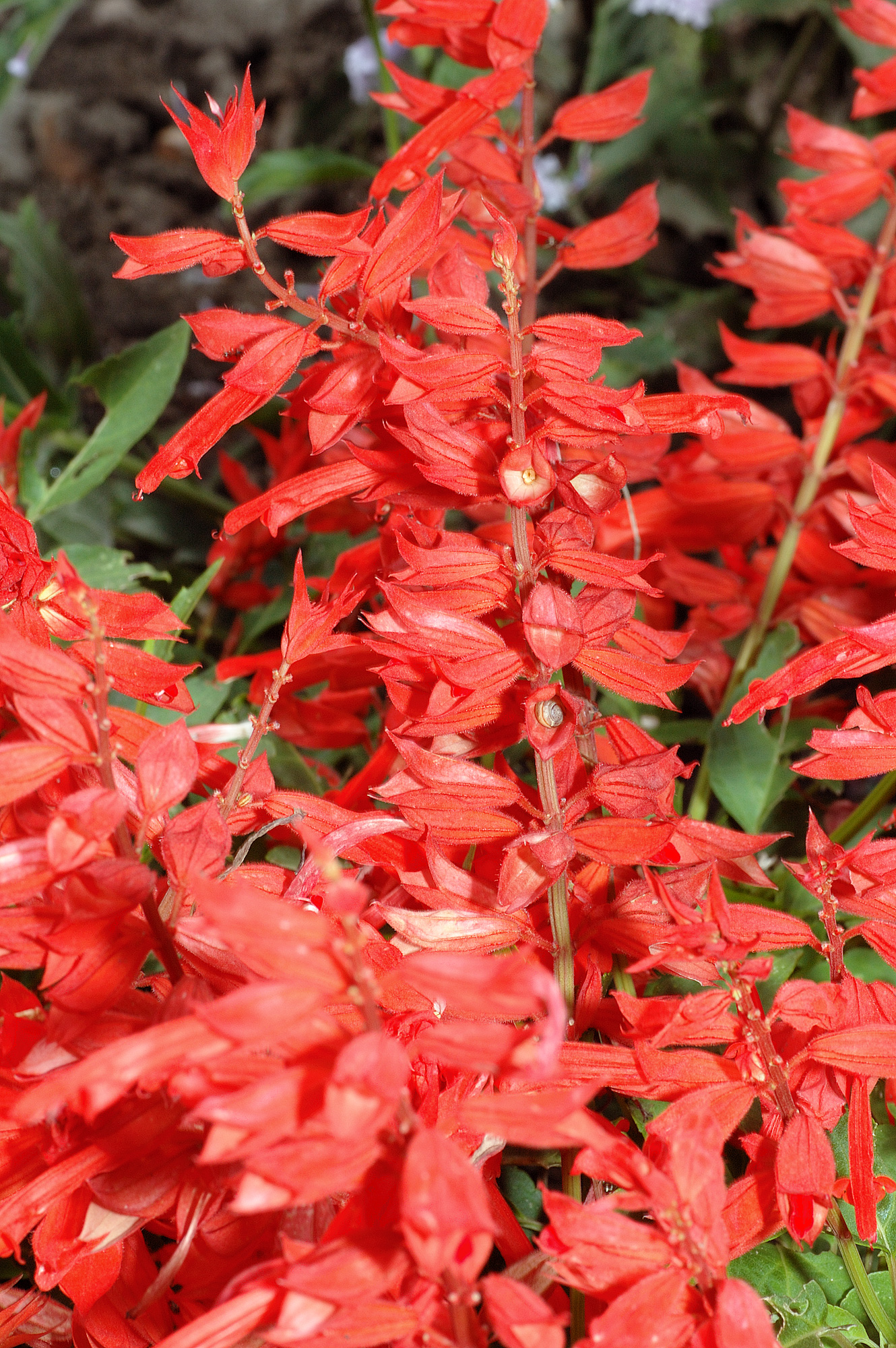
Otra cabeza floral
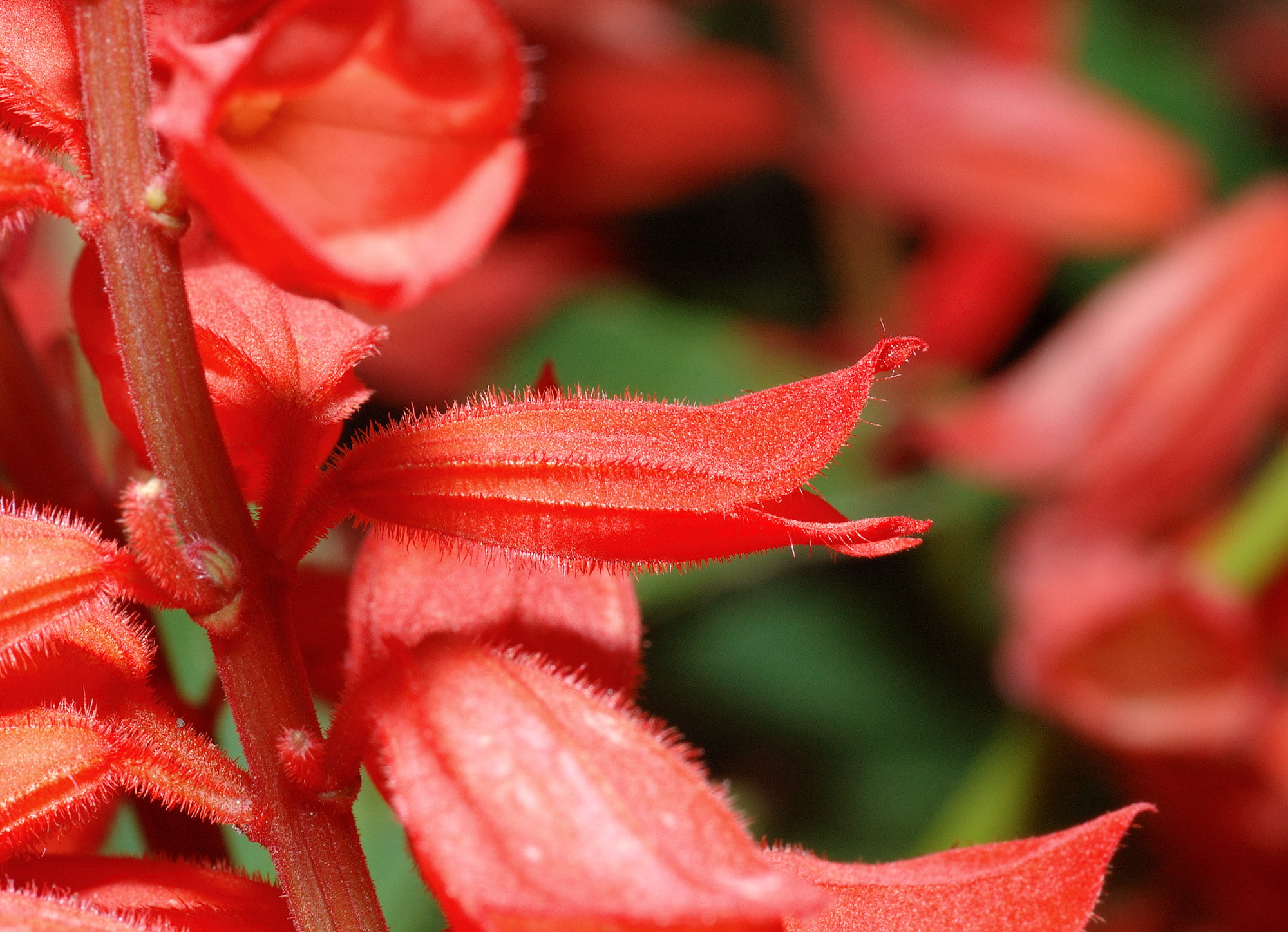
Acercamiento a la flor
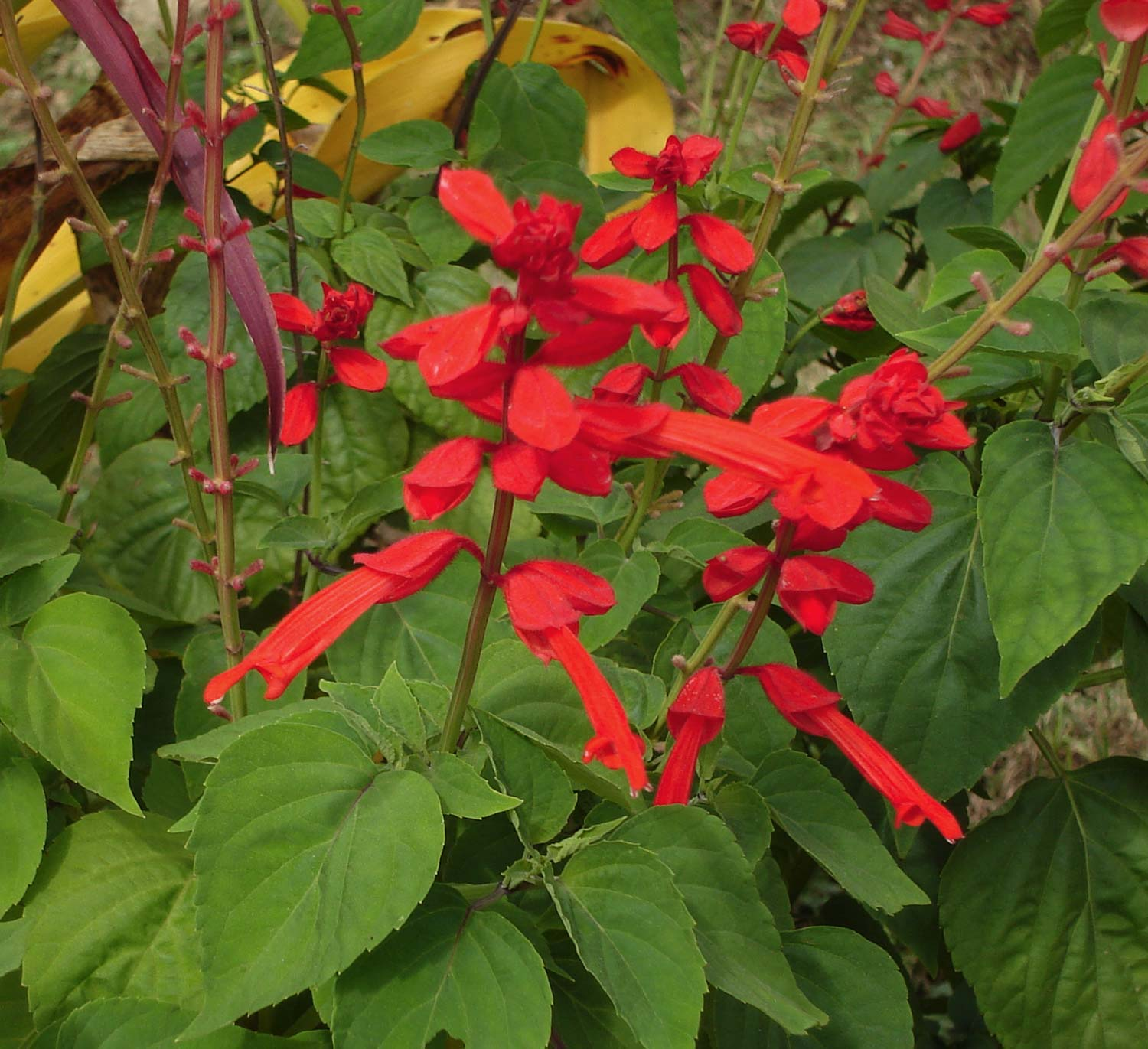
Flores & hojas